# Urs Schwarz (Journalist)
Urs Schwarz (* 25. Februar 1905 in Zürich; † 12. Oktober 1996 ebenda), reformiert, heimatberechtigt in Lenzburg sowie Zürich, war ein Schweizer Redaktor sowie Hochschullehrer.

## Leben
Urs Schwarz, Sohn des Fürsprechers Moritz Emil Theodor Schwarz sowie der Anna geborene Bertschinger, widmete sich nach abgelegter Matura einem Studium der Rechte an der Universität Zürich, das er 1928 mit dem Erwerb des akademischen Grades eines Dr. iur. abschloss. Er absolvierte in der Folge eine kaufmännische sowie versicherungsfachtechnische Ausbildung, 1931 studierte er mit Hilfe eines Fellowships an der Harvard Law School, von 1932 bis 1934 war er für die Zürich-Versicherung in Barcelona tätig.
Nach einem im gleichen Jahr abgeschlossenen Volontariat in der Redaktion der Neuen Zürcher Zeitung wirkte er für diese als Auslandskorrespondent 1935 in Paris, von 1936 bis 1939 während des Bürgerkriegs in Spanien sowie während des Zweiten Weltkriegs von 1940 bis 1941 in Berlin. Nach seiner Ernennung zum NZZ-Redaktor war er in dieser Funktion bis zu seinem Rücktritt 1965 tätig. 1968 trat er eine Professur für Strategie am Institut universitaire de hautes études internationales in Genf an, die er bis 1976 ausfüllte.
Urs Schwarz – er war 1950 Mitbegründer des Internationalen Presseinstituts und der englischsprachigen NZZ-Ausgabe Swiss Review of World Affairs sowie Mitglied des Institute for Strategic Studies und dessen Executive Committee in London – trat als Autor von zeitgeschichtlichen sowie strategischen Beiträgen hervor. Seine Tätigkeit als Spanienkorrespondent war geprägt durch eine francofreundliche Berichterstattung.

## Werke (Auswahl)
- Die parlamentarische Immunität der Mitglieder der schweizerischen Bundesversammlung Dissertation, Schulthess, Zürich 1929
- Im Spanien Francos, 1936-1937, Neue Zürcher Zeitung, Zürich 1938
- Die Vereinigten Nationen und ihre Satzungen: kurze Einführung in Aufbau und Arbeitsweise der Weltsicherheitsorganisation, Europa-Verlag, Zürich 1947
- Strategie gestern, heute, morgen: die Entwicklung des politisch-militärischen Denkens in Amerika, Econ-Verlag, Düsseldorf 1965
- Presserecht für unsere Zeit: die deutsche Gesetzgebung als Beispiel, Internationales Presseinstitut, Zürich 1966
- Abkehr von der Gewalt: Konfrontation und Intervention in der modernen Welt, Econ-Verlag, Düsseldorf 1971
- Schicksalstage in Berlin, Lenzburger Druck, Lenzburg 1986 (Vorabdruck in Neue Zürcher Zeitung (Fernausgabe), 1. bis 16. August 1986)